# Albert Dicey
Albert Venn Dicey (Claybrook Hall, 4 febbraio 1835 – Oxford, 7 aprile 1922) è stato un costituzionalista inglese.

## Opera
Scrisse An Introduction to the Study of the Law of the Constitution, che influenzò il costituzionalismo inglese e l'idea di federalismo.